# Stadio Diego Armando Maradona
Het  Stadio Diego Armando Maradona, voorheen Stadio San Paolo, is een voetbalstadion in Napels en de thuisbasis van SSC Napoli. Het is het op twee na grootste stadion van Italië, na San Siro in Milaan en het Stadio Olimpico in Rome.
Het stadion is gebouwd in 1948 en opende als het Stadio del Sole. In 1963 kreeg het stadion de naam Stadio San Paolo.  Het werd voor het laatst verbouwd in 1989 voor het WK 1990. Het stadion heeft 60.240 zitplaatsen. Het veld is 105 bij 68 meter. Het ligt in de wijk Fuorigrotta.
Het stadion is fameus omwille van de kampioenswedstrijden van Napoli onder leiding van Diego Maradona en vooral door de halve finale van het WK voetbal 1990 tussen Italië en Argentinië. Maradona, Argentijn van geboorte en op dat moment speler van Napoli, had de Napolitaanse fans voor de wedstrijd gevraagd om voor Argentinië te supporteren. De 'tifosi' van Napoli reageerden met een spandoek waarop te lezen stond (vertaald): "Maradona, wij houden van je, maar Italië is ons vaderland".
Maradona werd emotioneel geraakt door het feit dat San Paolo het enige stadion was waar het Argentijnse volkslied niet met boe-geroep werd onthaald. De wedstrijd eindigde op 1-1, waardoor de winnaar moest worden bepaald na het nemen van strafschoppen. Het was uitgerekend Maradona die een van de beslissende strafschoppen benutte.

## Recent
Zelfs tijdens het seizoen 2005/06, waarin Napoli uitkwam in de Serie C, was het stadion als vierde geklasseerd voor wat betreft de toeschouwersaantallen van heel Italië. Alleen Serie A-clubs AC Milan, Inter Milan en AS Roma deden het beter. Napoli's laatste thuiswedstrijd van dat seizoen bracht 51.000 toeschouwers op de been, wat een record is voor de Serie C.
San Paolo was ook het stadion van de kwalificatiematch voor Euro 2008 tussen Italië en Litouwen. De mogelijkheid bestaat dat het stadion ook in de toekomst het decor wordt van Italiaanse interlands.

## Hernoeming naar Diego Maradona
Burgemeester Luigi de Magistris en het Napolitaanse stadsbestuur vroeg de Italiaanse regering om toelating om het San Paolo stadion te hernoemen naar Napoli-legende Diego Maradona op de dag van diens overlijden, 25 november 2020. De Argentijn hielp Napoli immers aan haar twee landstitels van de in totaal 4 behaalde landstitels.
Vooraleer de naamswijziging in voege kan treden, dient vanwege een Italiaanse wet die verbiedt om openbare gebouwen te benoemen naar een persoon die minder dan tien jaar geleden overleden is, een afwijking op de wet toegestaan te worden. De gemeenteraad van Napels is akkoord gegaan op 4 december 2020.

## EK/WK interlands
| № | Datum        | Wedstrijd                | Uitslag       | Competitie               | Toeschouwers |
| - | ------------ | ------------------------ | ------------- | ------------------------ | ------------ |
| 1 | 5 juni 1968  | Italië – Sovjet-Unie     | 0 – 0         | EK 1968 - Halve finale   | 68.582       |
| 2 | 13 juni 1990 | Argentinië – Sovjet-Unie | 2 – 0         | WK 1990 - Groepsfase (B) | 55.759       |
| 3 | 18 juni 1990 | Argentinië – Roemenië    | 1 – 1         | WK 1990 - Groepsfase (B) | 52.733       |
| 4 | 23 juni 1990 | Kameroen – Colombia      | 2 – 1         | WK 1990 - Achtste finale | 50.026       |
| 5 | 1 juli 1990  | Kameroen – Engeland      | 2 – 3         | WK 1990 - Kwartfinale    | 55.205       |
| 6 | 3 juli 1990  | Argentinië – Italië      | 2 – 1 (4 – 3) | WK 1990 - Halve finale   | 59.978       |